# 鉄砲堰
鉄砲堰（てっぽうぜき、てっぽうせき）は、林業において木材流送（運搬）のために使われた木製の堰（ダム）。鉄砲堰の名は、かつて埼玉県秩父地方で呼ばれていたものであるが、堰を使った木材の流送手段は、全国各地に存在した。

## 概要
林道などのインフラや自動車などの輸送手段が整っていない貧弱な時代には、山奥で伐採した木材の運搬手段の確保が重要な課題であった。そこで、河川の流量が比較的大きい場所では管流（くだながし）や筏流しが行われたほか、より流量が少ない上流の渓流では、丸太で鉄砲堰（小型ダム）を建設し、水を貯めてから破堤させ、木材を下流に押し流すという流送手段が用いられるようになった。この鉄砲堰は幕末から明治初期にかけて作られるようになったと考えられている。東日本における鉄砲堰は、秋田式と越中式に二種類に大別されている。
林道の建設が進み、国産貨物自動車の性能が向上すると、鉄砲堰は瞬く間に全国から姿を消したが、1990年代には秩父市で文化的側面を再評価する動きが起こり、復元されたこともあった。